# Fichier judiciaire automatisé des auteurs d'infractions sexuelles ou violentes
Pour les autres articles nationaux ou selon les autres juridictions, voir Fichier des auteurs d'infractions sexuelles.
Le fichier judiciaire automatisé des auteurs d'infractions sexuelles ou violentes (FIJAIS) est un fichier informatisé placé sous la responsabilité du ministère français de la Justice, régi par les dispositions figurant aux articles 706-53-1 et suivants et R. 53-8-1 et suivants du Code de procédure pénale. Il a été créé par l'article 48 de la loi Perben II du 9 mars 2004 en tant que Fichier judiciaire automatisé des auteurs d'infractions sexuelles, le Conseil constitutionnel l'ayant déclaré conforme à la Constitution. Par ailleurs, la Cour européenne des droits de l'homme a admis le 17 décembre 2009 la conventionnalité de l'inscription de « délinquants sexuels » dans ce fichier. Rebaptisé depuis la loi du 13 décembre 2005 sur la récidive des infractions pénales pour prendre en compte les crimes et délits violents, il recense les personnes mineures ou majeures mises en examen ou reconnues coupables d'un certain nombre d'infractions graves. Peuvent y être inscrites également les personnes non définitivement condamnées ou ayant fait l'objet d'un non-lieu, d'une relaxe ou d'un acquittement dans le cadre d'une déclaration d'irresponsabilité pénale pour trouble mental.

## Utilisation
Le FIJAIS a été mis en place pour prévenir la récidive des auteurs d'infractions sexuelles déjà condamnés, et faciliter l'identification des auteurs de ces mêmes infractions et leur localisation rapide, à tout moment.
Son efficacité a été mise en cause[Par qui ?], sa taille ne cessant d'augmenter [Qui ?].
L'infraction doit faire encourir une peine de cinq ans d'emprisonnement au moins, sinon, l'inscription doit être expressément demandée par la juridiction ou le procureur.
Toute personne fichée au FIJAIS doit en être informée par l'autorité judiciaire. L'inscription au fichier et les obligations qui en découlent étant considérées comme des mesures de sûreté, le législateur leur a conféré un caractère rétroactif. De sorte que le FIJAIS comportait, dès son entrée en vigueur, l'identité de vingt mille personnes. Le 31 mars 2018, 78 197 personnes étaient inscrites au fichier judiciaire automatisé des auteurs d'infractions sexuelles ou violentes contre environ 43 408 en octobre 2008. 
Les autorités ayant accès à ce fichier sont nombreuses : les autorités judiciaires, les officiers de police judiciaire spécialement habilités, les préfets et administrations de l'État, les maires et les présidents de conseils régionaux et généraux par l'intermédiaire des préfets pour les recrutements dans les professions impliquant des contacts avec des mineurs.
Les personnes inscrites au FIJAIS ont l'obligation de justifier de leur adresse au moins une fois par an et de déclarer leur changement d'adresse dans les quinze jours ; les auteurs d'infractions « les plus graves »[Qui ?] doivent le faire tous les six mois, en se rendant en personne au commissariat ou à la gendarmerie. Toute carence dans ces obligations est punie de 2 ans d'emprisonnement et de 30 000 euros d'amende. Depuis l'article 42 de la loi du 5 mars 2007 relative à la prévention de la délinquance, cette justification peut même être mensuelle[réf. nécessaire].
La loi du 13 décembre 2005 sur la récidive des infractions pénales a rebaptisé et étendu le périmètre du fichier. Il met désormais sous surveillance, dès et après leur sortie de prison, les auteurs de certains crimes « particulièrement graves »[Qui ?].
En outre, toujours à la suite de cette loi, les officiers de police judiciaire pourront accéder à ce fichier dans le cadre de toute enquête de flagrance même si elle ne concerne pas la répression d'infraction sexuelle ou d'acte de violence.
Les préfets et certaines administrations[Qui ?][Lesquelles ?]de l'État pourront utiliser le fichier pour contrôler les droits à exercer officiellement des activités ou professions impliquant ou supposant contact avec des personnes pouvant être considérées comme victimes potentielles.

## Personnes concernées
Le FIJAIS enregistre l'identité (nom, prénom, sexe, etc.) et les adresses successives de la personne ayant été condamnée, ayant fait l'objet d'une dispense de peine, ou d'une mise en examen, voire d'une décision de non-lieu, d'une relaxe ou d'un acquittement pour infraction à caractère sexuel ou violent.

## Infractions pouvant entraîner l’inscription au FIJAIS
Les infractions visées à l'article 706-47 du CPP peuvent faire l'objet d’une inscription au FIJAIS :

### Crimes
- le meurtre ou assassinat d’un mineur précédé ou accompagné d’un viol, de torture ou actes de barbarie.
- le viol simple ou aggravé.

### Délits
- l'agression sexuelle simple ou aggravée.
- le fait en vue de sa diffusion de fixer, d'enregistrer ou de transmettre l'image ou la représentation d'un mineur lorsque cette image ou cette représentation présente un caractère pornographique.
- le fait de fabriquer, de transporter, de diffuser un message à caractère violent ou pornographique ou de nature à porter gravement atteinte à la dignité humaine, soit de faire commerce d’un tel message, s’il est susceptible d’être vu ou perçu par un mineur.
- NB la simple détention d'images à caractère pédopornographique ne peut justifier de l'inscription au FIJAIS.
- l’atteinte sexuelle simple ou aggravée.
- la corruption de mineur.
- la sollicitation en échange de rémunération de relations de nature sexuelle de la part d’un mineur ou d’une personne vulnérable qui se livre à la prostitution y compris de manière occasionnelle

## Contenu
Le fichier contient différentes informations liées à la personne condamnée à propos de son identité, adresse et la décision judiciaire à l'origine de l'inscription : 
- Identité :
  - nom ;
  - prénom ;
  - sexe (masculin ou féminin) ;
  - date et lieu de naissance ;
  - nationalité ;
  - les cas échéants : alias éventuel, filiation (dans certains cas).
- Adresse
- Décision de justice à l'origine de l'inscription au FIJAIS
  - nature de l'infraction

## Interprétations
Ce fichier pourrait être considéré par certains juristes comme le début d'une orientation du droit français vers la « défense sociale », inspirée du « positivisme juridique » de Cesare Lombroso.